# M70 (Ungern)

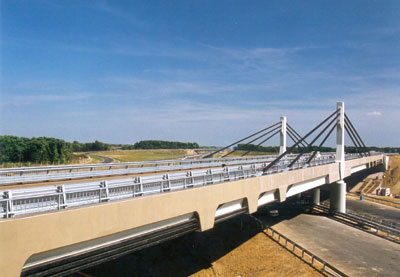
Korongi híd.

M70 är en motorväg i Ungern som går mellan Letenye där den ansluter till motorvägen M7 och gränsen till Slovenien via Tornyiszentmiklós. Den fortsätter sedan över gränsen som den slovenska motorvägen A5. Detta är den viktigaste förbindelsen mellan Budapest och Ljubljana.

## Europavägsavsnitt
Motorvägen är europaväg längs hela sträckan, 
- E 653 Motorvägskorsning M7 - Slovenien.

## Trafikplatser
|                                    | Km | Skyltning                                                              |
| ---------------------------------- | -- | ---------------------------------------------------------------------- |
| Trafikplats                        | 0  | Budapest, Nagykanizsa / Zagreb (HR), Letenye                           |
| Bro                                | 1  | Korongi híd (115,6 m)                                                  |
| Trafikplats                        | 2  | Letenye                                                                |
| Trafikplats                        | 11 | Csörnyeföld, Murarátka / Muraszemenye                                  |
| Rastplats                          | 15 | Csörnyeföldi pihenőhely                                                |
| Bro                                |    | Kerka                                                                  |
| Trafikplats                        | 18 | Lenti, Tornyiszentmiklós                                               |
| Rastplats                          | 20 | Tornyiszentmiklósi pihenőhely                                          |
| Gränsövrergång, Schengensamarbetet | 21 | Gränsövrergång Tornyiszentmiklós (H) – Pince (SLO) → Slovenien Maribor |